# JSM Challenger of Champaign-Urbana 2009
Il JSM Challenger of Champaign-Urbana 2009 è stato un torneo professionistico di tennis maschile giocato sul cemento indoor, che faceva parte dell'ATP Challenger Tour 2009. Si è giocato a Champaign negli USA dal 16 al 22 novembre 2009.

## Partecipanti

### Teste di serie
| Nazionalità | Giocatore        | Ranking* | Testa di serie |
| ----------- | ---------------- | -------- | -------------- |
| Stati Uniti | Kevin Kim        | 90       | 1              |
| Stati Uniti | Rajeev Ram       | 97       | 2              |
| Stati Uniti | Michael Russell  | 100      | 3              |
| Stati Uniti | Taylor Dent      | 105      | 4              |
| Stati Uniti | Jesse Levine     | 117      | 5              |
| India       | Somdev Devvarman | 124      | 6              |
| Sudafrica   | Kevin Anderson   | 125      | 7              |
| Stati Uniti | Robert Kendrick  | 144      | 8              |

- Ranking al 9 novembre 2009.

### Altri partecipanti
Giocatori che hanno ricevuto una wild card:
- Ruben Gonzales
- Nicholas Monroe
- Dennis Nevolo
- Blake Strode

Giocatori passati dalle qualificazioni:
- Ričardas Berankis
- Arnau Brugués-Davi
- Kaden Hensel
- Björn Rehnquist
- Cecil Mamiit (Lucky loser)

## Campioni

### Singolare
Michael Russell ha battuto in finale  Taylor Dent con il punteggio di 7–5, 6–4.

### Doppio
Brian Battistone /  Dann Battistone hanno battuto in finale  Treat Conrad Huey /  Harsh Mankad con il punteggio di 7–5, 7–6(5).